# Eleições estaduais no Rio Grande do Norte em 1986
As eleições estaduais no Rio Grande do Norte em 1986 ocorreram em 15 de novembro como parte das eleições gerais no Distrito Federal, em 23 estados e nos territórios federais do Amapá e Roraima. Foram eleitos o governador Geraldo Melo, o vice-governador Garibaldi Alves, os senadores José Agripino Maia e Lavoisier Maia, além de oito deputados federais e vinte e quatro deputados estaduais na última eleição para governador onde não vigiam os dois turnos. Quatro nomes disputaram o pleito, mas a vitória foi de Geraldo Melo que foi eleito indiretamente vice-governador do estado pela ARENA em 1978 e liderou uma dissidência do PDS em favor de Aluizio Alves em 1982. Agora filiado ao PMDB conduziu o partido à sua primeira vitória no Rio Grande do Norte.
Nascido em Campo Grande o governador Geraldo Melo é jornalista, cursou a Comissão Econômica para a América Latina e o Caribe (CEPAL) e esteve junto a Celso Furtado na criação da Superintendência do Desenvolvimento do Nordeste (SUDENE) ocupando duas diretorias no órgão. Após um novo curso de especialização no Centro de Estudos Monetários Latino-Americanos no México cumpriu estágios no Banco Interamericano de Desenvolvimento e no Banco Mundial e de volta ao Rio Grande do Norte foi convidado pelo governador Aluizio Alves para ser o primeiro secretário de Planejamento do estado. De volta à iniciativa privada atuou no setor sucroalcooleiro em Ceará-Mirim até ingressar na política como vice-governador de Lavoisier Maia em 1978 e após romper com seus correligionários na ARENA e no PDS entrou no PMDB em 1983 a convite de Aluizio Alves.
Irmão de Aluizio Alves e pai de Garibaldi Alves Filho, o político Garibaldi Alves, nascido em Natal, foi eleito vice-governador do estado pelo PMDB em 1986. Antes foi diretor, em terras potiguares, do Serviço Social da Indústria e da empresa Telecomunicações do Rio Grande do Norte. Eleito deputado estadual pelo PSD em 1962 e reeleito pela ARENA em 1966, foi cassado pelo Ato Institucional Número Cinco em 1969 e por isso seus direitos políticos foram suspensos por dez anos.
A vitória do PMDB na disputa pelo Palácio Potengi teve uma prévia quando Garibaldi Alves Filho foi eleito prefeito de Natal em 1985 ao derrotar Wilma de Faria, ora esposa de Lavoisier Maia, e com o apoio de José Agripino Maia, os dois últimos governadores do estado que acabariam eleitos senadores. Ressalte-se que a dinastia Maia começou em 1974 com a indicação de Tarcísio Maia ao governo pelo presidente Ernesto Geisel e teve fim com a renúncia de José Agripino Maia para disputar um mandato de senador este ano e entregar o governo a Radir de Araújo.
Comparado a 1982, o PMDB elevou o número de deputados federais de três para quatro, embora o recorde nominal de votos pertencesse a Wilma de Faria e de nove para dez o número de deputados estaduais eleitos.

## Resultado da eleição para governador
Conforme o Tribunal Superior Eleitoral os 927.040 votos nominais assim distribuídos:
| Candidatos a governador do estado | Candidatos a vice-governador  | Número | Coligação                              | Votação | Percentual |
| --------------------------------- | ----------------------------- | ------ | -------------------------------------- | ------- | ---------- |
| Geraldo Melo PMDB                 | Garibaldi Alves PMDB          | 15     | Aliança Democrática (PMDB, PCB, PCdoB) | 464.559 | 50,11%     |
| João Faustino PFL                 | Antônio Florêncio PDS         | 25     | Aliança Popular (PDS, PFL, PTB)        | 450.488 | 48,60%     |
| Aldo Tinoco PDT                   | Geraldo Magela PDT            | 12     | PDT (sem coligação)                    | 6.700   | 0,72%      |
| Sebastião Carneiro PT             | Raimundo Francisco de Lima PT | 13     | PT (sem coligação)                     | 5.293   | 0,57%      |

## Biografia dos senadores eleitos

### José Agripino Maia
Natural de Mossoró, o engenheiro civil José Agripino Maia diplomou-se pela Universidade do Estado do Rio de Janeiro em 1967 e trabalhou na iniciativa privada até seu ingresso na ARENA e a subsequente nomeação como prefeito de Natal em 1979 pelo governador Lavoisier Maia. Filiado ao PDS, foi eleito governador do Rio Grande do Norte em 1982 e com a vitória da Nova República entrou no PFL e nele foi eleito senador em 1986, mandato que seu pai, Tarcísio Maia, não foi capaz de conquistar em 1962.

### Lavoisier Maia
Paraibano de Catolé do Rocha, o médico Lavoisier Maia é graduado pela Universidade Federal da Bahia e possui especialização em ginecologia e obstetrícia pela Federação Brasileira das Associações de Ginecologia e Obstetrícia e em Planejamento Hospitalar na Universidade de São Paulo. Professor da Universidade Federal do Rio Grande do Norte, serviu ao governador Tarcísio Maia como secretário de Saúde e secretário de Justiça. Foi ainda presidente da Comissão de Fiscalização Estadual de Entorpecentes do Ministério da Saúde em Natal e do Conselho Diretor do Fundo Estadual de Saúde. Filiado à ARENA foi indicado governador do Rio Grande do Norte em 1978 pelo presidente Ernesto Geisel. Criado o PDS, manteve-se fiel à legenda no apoio a Paulo Maluf na sucessão de João Figueiredo em 1985 e em 1986 foi eleito senador.

## Resultado da eleição para senador
Conforme o Tribunal Superior Eleitoral houve 1.691.225 votos nominais enquanto os votos em branco e nulos foram 99.528.
| Candidatos a senador da República | Candidatos a suplente de senador                           | Número | Coligação                              | Votação | Percentual |
| --------------------------------- | ---------------------------------------------------------- | ------ | -------------------------------------- | ------- | ---------- |
| José Agripino Maia PFL            | Dario Pereira PFL Álvaro Alberto Filgueira Barreto PFL     | 253    | Aliança Popular (PDS, PFL, PTB)        | 426.869 | 25,24%     |
| Lavoisier Maia PDS                | Luis Maria Alves PDS Carlos Alberto Moreira Dantas Caú PDS | 111    | Aliança Popular (PDS, PFL, PTB)        | 408.510 | 24,16%     |
| Martins Filho PMDB                | Elias Carneiro PMDB André Woiler PMDB                      | 152    | Aliança Democrática (PMDB, PCB, PCdoB) | 395.449 | 23,38%     |
| Wanderley Mariz PMDB              | João Carlos Fernandes PMDB Sebastião Alves PMDB            | 153    | Aliança Democrática (PMDB, PCB, PCdoB) | 393.754 | 23,28%     |
| Miranda Sá Neto PDT               | Adriana Paz PDT Roberto Pasquele PDT                       | 122    | PDT (sem coligação)                    | 23.764  | 1,41%      |
| Moacir Duarte PDS                 | Leonardo Costanzo PDS Domingos Odone PTB                   | 112    | Aliança Popular (PDS, PFL, PTB)        | 15.742  | 0,93%      |
| Laércio Bezerra de Melo PSB       | Alessandro Demissoni PSB Altamiro Cardoso PH               | 401    | Socialismo e Liberdade (PSB, PH)       | 11.046  | 0,65%      |
| Maria Nazaré Batista PT           | Rivaldo Soares de Lima PT João Batista de Lima Filho PT    | 132    | PT (sem coligação)                     | 8.968   | 0,53%      |
| Damião de França Pinheiro PT      | João Bento Bezerra PT Lauro de Almeida PT                  | 133    | PT (sem coligação)                     | 7.123   | 0,42%      |

## Deputados federais eleitos
São relacionados os candidatos eleitos com informações complementares da Câmara dos Deputados.

Representação eleita
  PMDB: 4
  PFL: 3
  PDS: 1

| Deputados federais eleitos | Partido | Votação | Percentual | Cidade onde nasceu | Unidade federativa  |
| Wilma Maia                 | PDS     | 143.583 | 15,48%     | Mossoró            | Rio Grande do Norte |
| Henrique Eduardo Alves     | PMDB    | 90.884  | 9,80%      | Rio de Janeiro     | Rio de Janeiro      |
| Flávio Rocha               | PFL     | 71.208  | 7,68%      | Recife             | Pernambuco          |
| Jessé Freire Filho         | PFL     | 61.557  | 6,64%      | Rio de Janeiro     | Rio de Janeiro      |
| Ismael Wanderley           | PMDB    | 44.852  | 4,83%      | João Pessoa        | Paraíba             |
| Iberê Ferreira             | PFL     | 39.669  | 4,27%      | Natal              | Rio Grande do Norte |
| Vingt Rosado               | PMDB    | 38.837  | 4,18%      | Mossoró            | Rio Grande do Norte |
| Antônio Câmara             | PMDB    | 38.732  | 4,17%      | João Câmara        | Rio Grande do Norte |

## Deputados estaduais eleitos
Das 24 cadeiras da Assembleia Legislativa do Rio Grande do Norte  o PMDB levou dez, o PFL nove e o PDS cinco.

Representação eleita
  PMDB: 10
  PFL: 9
  PDS: 5

| Deputados estaduais eleitos | Partido | Votação | Percentual | Cidade onde nasceu | Unidade federativa  |
| Laíre Rosado                | PMDB    | 24.702  | 2,66%      | Mossoró            | Rio Grande do Norte |
| Valério Mesquita            | PFL     | 24.527  | 2,64%      | Macaíba            | Rio Grande do Norte |
| Carlos Eduardo Alves        | PMDB    | 24.367  | 2,62%      | Rio de Janeiro     | Rio de Janeiro      |
| Irami Araújo                | PDS     | 20.881  | 2,25%      | Caicó              | Rio Grande do Norte |
| Manoel do Carmo dos Santos  | PDS     | 19.871  | 2,14%      | Santo Antônio      | Rio Grande do Norte |
| Robinson Faria              | PMDB    | 19.490  | 2,10%      | Natal              | Rio Grande do Norte |
| Leônidas Ferreira           | PFL     | 19.200  | 2,07%      | Apodi              | Rio Grande do Norte |
| Carlos Augusto Rosado       | PFL     | 19.051  | 2,05%      | Mossoró            | Rio Grande do Norte |
| Ricardo Motta               | PFL     | 16.021  | 1,72%      | Natal              | Rio Grande do Norte |
| Nelson Queiroz dos Santos   | PDS     | 15.836  | 1,70%      | Jucurutu           | Rio Grande do Norte |
| Getúlio Rêgo                | PFL     | 15.741  | 1,69%      | Portalegre         | Rio Grande do Norte |
| Rui Barbosa da Costa        | PMDB    | 15.049  | 1,62%      | João Câmara        | Rio Grande do Norte |
| Raimundo Fernandes          | PFL     | 14.647  | 1,57%      | São Miguel         | Rio Grande do Norte |
| Vivaldo Costa               | PDS     | 14.617  | 1,57%      | Caicó              | Rio Grande do Norte |
| Cipriano Correia            | PMDB    | 14.232  | 1,53%      | Santana do Matos   | Rio Grande do Norte |
| Gastão Mariz de Faria       | PDS     | 13.307  | 1,43%      | Parnamirim         | Rio Grande do Norte |
| José Arnóbio de Abreu       | PMDB    | 13.117  | 1,41%      | Assu               | Rio Grande do Norte |
| Francisco de Assis Pinheiro | PMDB    | 12.738  | 1,37%      | Baraúna            | Rio Grande do Norte |
| Paulo Montenegro            | PFL     | 12.690  | 1,36%      | Currais Novos      | Rio Grande do Norte |
| Nelson Freire               | PFL     | 12.574  | 1,35%      | Natal              | Rio Grande do Norte |
| José Adécio Costa           | PFL     | 12.297  | 1,32%      | Pedro Avelino      | Rio Grande do Norte |
| Amaro Marinho Filho         | PMDB    | 11.168  | 1,20%      | Macau              | Rio Grande do Norte |
| José Dias                   | PMDB    | 10.631  | 1,14%      | Umarizal           | Rio Grande do Norte |
| Paulo de Tarso Fernandes    | PMDB    | 10.071  | 1,08%      | Caraúbas           | Rio Grande do Norte |